# علم الأحياء الإدراكي
علم الأحياء الإدراكي هو علم ناشئ يعتبر الإدراك الطبيعي وظيفة بيولوجية. يعتمد هذا على الافتراض النظري بأن كل كائن حي - سواء كانت خلية واحدة أو متعددة الخلايا - يشارك باستمرار في أعمال منهجية للإدراك مقرونة بالسلوكيات المتعمدة، أي اقتران حسي حركي. وهذا يعني، إذا كان الكائن الحي يمكنه أن يشعر المحفزات في بيئته ويستجيب وفقًا لذلك، فهو إدراكي. أي تفسير لكيفية ظهور الإدراك الطبيعي في كائن ما مقيّد بالظروف البيولوجية التي تعيش فيها جيناتها من جيل إلى آخر. ونظراً لالنظرية الداروينية تتطور أنواع كل كائن حي من جذر مشترك، هناك حاجة إلى ثلاثة عناصر إضافية لعلم الأحياء المعرفي: (1) دراسة الإدراك في نوع واحد من الكائنات الحية مفيدة، من خلال التباين والمقارنة، لدراسة القدرات المعرفية للأنواع الأخرى؛  (2) من المفيد الخروج من الكائنات الحية بطريقة أكثر بساطة إلى الكائنات ذات النظم المعرفية الأكثر تعقيدًا،  و (3) كلما زاد عدد وتنوع الأنواع التي تمت دراستها في هذا الصدد، زاد فهمنا لطبيعة معرفة.

## نظرة عامة
بينما يسعى العلم المعرفي إلى شرح الفكر الإنساني والعقل الواعي، يركز عمل علم الأحياء المعرفي على عملية الإدراك الأساسية لأي كائن حي. في العقود القليلة الماضية، حقق علماء الأحياء في الإدراك في الكائنات الحية الكبيرة  والصغيرة،  سواء النباتية  والحيوانية. «تشير الدلائل المتصاعدة إلى أنه حتى البكتيريا تتصارع مع المشكلات المعروفة منذ زمن طويل للعلماء الإدراكيين، بما في ذلك: دمج المعلومات من القنوات الحسية المتعددة لحشد استجابة فعالة للظروف المتقلبة؛ اتخاذ القرارات في ظل ظروف عدم اليقين؛ التواصل مع أشخاص محددين وغيرهم (بأمانة ومضللة)؛ وتنسيق السلوك الجماعي لزيادة فرص البقاء على قيد الحياة.»  بدون التفكير أو الإدراك كما سيكون عند البشر، يمكن القول إن فعل الإدراك الأساسي هو عملية بسيطة خطوة بخطوة يستشعر خلالها الكائن الحي الحافز، ثم يجد استجابة مناسبة في مخزنه ويقوم بسن الاستجابة. ومع ذلك، فإن التفاصيل البيولوجية لمثل هذا الإدراك الأساسي لم يتم تحديدها لكثير من الأنواع، ولم يتم تعميمها بما يكفي لتحفيز المزيد من البحث. هذا النقص في التفاصيل يرجع إلى عدم وجود علم مخصص لمهمة توضيح القدرة الإدراكية الشائعة لجميع الكائنات البيولوجية. وهذا يعني، أن علم الأحياء المعرفية لم يثبت بعد. تم تقديم مقدّمات  لمثل هذا العلم في عام 2007 ونشر العديد من المؤلفين  أفكارهم حول هذا الموضوع منذ أواخر السبعينيات. ومع ذلك، وكما تشير الأمثلة الواردة في القسم التالي، لا يوجد إجماع على النظرية ولا التطبيق واسع النطاق في الممارسة.
على الرغم من أن المصطلحين يستخدمان في بعض الأحيان بشكل مترادف،  يجب عدم الخلط بين علم الأحياء المعرفي وبيولوجيا الإدراك بمعنى أنه يتم استخدامه من قبل أتباع المدرسة التشيلية لعلم أحياء الإدراك. تعرف أيضًا باسم مدرسة سانتياغو، وتستند بيولوجيا الإدراك إلى عمل فرانسيسكو فاريلا وهومبرتو ماتورانا،  الذين صاغوا عقيدة الاعتلال الذاتي. بدأ عملهم في عام 1970 في حين أن أول ذكر لعلم الأحياء المعرفي من قبل براين جودوين (نوقش أدناه) كان في عام 1977 من منظور مختلف.

## التاريخ
ظهرت «البيولوجيا الإدراكية» لأول مرة في الأدب كورقة تحمل هذا العنوان من قبل براين جودوين في عام 1977. هناك وفي العديد من المنشورات ذات الصلة  أوضح جودوين ميزة علم الأحياء المعرفي في سياق عمله على التشكل. انتقل بعد ذلك إلى قضايا أخرى من الهيكل والشكل والتعقيد مع القليل من الإشارة إلى علم الأحياء المعرفي. من دون داعية، لم يكتسب مفهوم جودوين للبيولوجيا المعرفية قبولا واسع النطاق.
بصرف النظر عن مقال حول مفهوم جودوين من قبل مارغريت بودين في عام 1980، فإن ظهور «البيولوجيا الإدراكية» المقبل كعبارة في الأدب جاء في عام 1986 من أستاذ الكيمياء الحيوية، لاديسلاف كوفاج. إن مفهومه، المبني على مبادئ طبيعية ترتكز على الطاقة الحيوية والبيولوجيا الجزيئية، يتم مناقشته باختصار أدناه. كان للدفاع المستمر عن كوفاج تأثير أكبر في وطنه، سلوفاكيا، أكثر من أي مكان آخر، ويرجع ذلك جزئيًا إلى أن العديد من أهم مقالاته كانت مكتوبة ونشرت فقط باللغة السلوفاكية.
بحلول التسعينيات من القرن الماضي، أحدثت الاختراقات في البيولوجيا الجزيئية والخلية والتطورية والتنموية وفرة من النظرية القائمة على البيانات ذات الصلة بالإدراك. ومع ذلك، وبصرف النظر عن المنظرين الذين سبق ذكرهم، لم يعالج أحد علم الأحياء المعرفي باستثناء كوفاه.

### البيولوجيا المعرفية لكوفاج
يسرد كتاب "مقدمة في علم الأحياء المعرفي" الذي وضعه لاديسلاف كوفاج (كوفاج، 1986 أ) عشرة "مبادئ في علم الأحياء المعرفي". نُشرت ورقة ذات صلة وثيقة من ثلاثين صفحة في العام التالي: "نظرة عامة: الطاقة الحيوية بين الكيمياء والوراثة والفيزياء". (كوفاج، 1987). على مدار العقود التالية، قام كوفاج بتطوير وتحديث وتوسيع هذه الموضوعات في المنشورات المتكررة، بما في ذلك "المبادئ الأساسية لعلم الأحياء المعرفي" (كوفاج، 2000)، "الحياة، الكيمياء، والإدراك" (كوفاج، 2006 أ)، "المعلومات والمعارف" في علم الأحياء: حان الوقت لإعادة التقييم "(كوفاج، 2007) و" الطاقة الحيوية: مفتاح العقل والعقل "(كوفاج، 2008). 

## الاستخدام الأكاديمي

### ندوة جامعية
يتجلى مفهوم البيولوجيا المعرفية في وصف هذه الندوة: 
| " | ركز العلم الإدراكي في المقام الأول على الأنشطة المعرفية البشرية. وتشمل هذه الإدراك، والتذكر والتعلم، وتقييم واتخاذ القرارات، وإجراءات التخطيط، وما إلى ذلك. لكن البشر ليسوا الكائنات الوحيدة التي تشارك في هذه الأنشطة. في الواقع، تحتاج جميع الكائنات تقريبًا إلى أن تكون قادرة على الحصول على معلومات حول حالتها وبيئتها وتنظيم أنشطتها بطرق مناسبة لهذه المعلومات. في بعض الحالات، طورت الأنواع طرقًا مميزة لأداء المهام المعرفية. ولكن في كثير من الحالات تم حفظ هذه الآليات وتعديلها في الأنواع الأخرى. سوف يركز هذا المساق على مجموعة متنوعة من الكائنات الحية التي لا تعتبر عادةً في العلوم المعرفية مثل البكتيريا والبلاناريا والخنازير وذباب الفاكهة والنحل والطيور والقوارض المختلفة، وتسأل عن أنواع الأنشطة المعرفية التي تؤديها هذه الكائنات، والآليات التي تستخدمها لأداء لهم، وما هي الدروس حول الإدراك بشكل عام قد نكتسبها من دراستهم. | " |

### مجموعة العمل الجامعية
أنشأت جامعة أديليد مجموعة عمل «علم الأحياء الادراكي» باستخدام مفهوم التشغيل هذا:
| " | الإدراك هو، أولاً وقبل كل شيء، ظاهرة بيولوجية طبيعية - بغض النظر عن كيفية إجراء هندسة الذكاء الاصطناعي. على هذا النحو، فمن المنطقي التعامل مع الإدراك مثل الظواهر البيولوجية الأخرى. هذا يعني أولاً افتراض درجة ذات معنى من الاستمرارية بين أنواع مختلفة من الكائنات الحية - وهو افتراض تبرزه البيولوجيا المقارنة أكثر فأكثر، وخاصة الجينوميات - دراسة أنظمة نموذجية بسيطة (مثل الميكروبات والديدان والذباب) لفهم الأساسيات، ثم توسيع نطاقها. لأمثلة أكثر تعقيدا، مثل الثدييات والقرود، بما في ذلك البشر. | " |

يدرس أعضاء المجموعة الأدب البيولوجي عن الكائنات البسيطة (مثل، النيماتودا) فيما يتعلق بالعملية الإدراكية ويبحثون عن المتماثلات في الكائنات الأكثر تعقيدًا (مثل الغراب) التي تمت دراستها جيدًا بالفعل. من المتوقع أن تسفر هذه المقاربة المقارنة عن مفاهيم معرفية بسيطة مشتركة بين جميع الكائنات الحية. «ومن المؤمل مجموعة أدوات من الناحية النظرية على أسس متينة من المفاهيم المعرفية الأساسية وتسهيل استخدام ومناقشة البحوث التي أجريت في مختلف المجالات لزيادة فهم قضيتين التأسيسية: ما هو الإدراك وما يفعل الإدراك في السياق بيولوجي.»  (أحرف غليظة من النص الأصلي.)
قد يكون اختيار المجموعة لاسمها، كما يشرحون في صفحة ويب منفصلة، «إدراكًا متجسدًا»  أو «علمًا إدراكيًا بيولوجيًا». لكن المجموعة اختارت «البيولوجيا الادراكية» من أجل (1) التشديد و (2) الطريقة. من أجل التركيز، (1) «نريد أن نركز على علم الأحياء لأن الإدراك لفترة طويلة يعتبر وظيفة يمكن فصلها تمامًا تقريبًا عن مثيلها البدني، إلى الحد الذي يمكن أن يقال فيه عن الإدراك تقريبًا يجب أن يكون التعريف قابلاً للتطبيق على كل من الكائنات والآلات.»(2) تتمثل الطريقة في«افتراض (إذا كان ذلك فقط من أجل التحقيق) أن الإدراك هو وظيفة بيولوجية مشابهة للوظائف البيولوجية الأخرى - مثل التنفس، وتداول المواد الغذائية، والنفايات القضاء، وهلم جرا.» 
تفترض الطريقة أن نشأة الإدراك تكون بيولوجية، أي أن الطريقة تكون حيوية . قال مضيف موقع المجموعة على شبكة الإنترنت في مكان آخر  أن البيولوجيا المعرفية تتطلب منهجًا حيويًا، حيث حددت عشرة مبادئ للتكوين الحيوي في عمل سابق. تم اقتباس المبادئ الأربعة الأولى للتنوع البيولوجي هنا لتوضيح عمق وضع الأسس في مدرسة أدليد للبيولوجيا المعرفية:
1. تطورت القدرات المعرفية المعقدة من أشكال أبسط من الإدراك. هناك خط مستمر من أصل ذي مغزى ".
2. «الإدراك يعدل بشكل مباشر أو غير مباشر العمليات الفيزيائية والكيميائية الكهربائية التي تشكل كائنًا حيًا.»
3. «يمكن الإدراك من إقامة علاقات سببية متبادلة مع البيئة، مما يؤدي إلى تبادل المواد والطاقة التي تعتبر ضرورية لاستمرار الكائن الحي ورفاهه وتكراره.»
4. «يرتبط الإدراك بالتقييم المستمر (أكثر أو أقل) لاحتياجات النظام بالنسبة للظروف السائدة، وإمكانية التفاعل، وما إذا كان التفاعل الحالي يعمل أم لا.» [30]

### جامعات أخرى
- وكمثال آخر، تعلن إدارة لعلم الأحياء المعرفي [31] في جامعة فيينا في بيان رسالتها عن التزام قوي «بالتقييم التجريبي للفرضيات المتعددة القابلة للاختبار» فيما يتعلق بالإدراك من حيث التاريخ التطوري والتنموي وكذلك الوظيفة والآلية التكيفية، سواء كانت الآلية المعرفية، العصبية، و / أو الهرمونية. «هذا النهج هو مقارن بقوة: يتم دراسة أنواع متعددة، ومقارنة داخل صارم النشوء والتطور. الإطا، لفهم التاريخ التطوري وظيفة التكيف الآليات المعرفية ('علم الوراثة العرقي المعرفي')» [32] يقدم موقع الويب الخاص بهم عينة من أعمالهم: «الإدراك الاجتماعي وتطور اللغة: بناء السلالات المعرفية».[33]
- يمكن العثور على مثال أكثر تقييدًا مع مجموعة علم الأحياء المعرفي، [34] معهد علم الأحياء، كلية العلوم، جامعة أوتو-فون-جويريك (OVGU) في ماغدبيرغ، ألمانيا. تقدم المجموعة دورات بعنوان «بيولوجيا الأعصاب في الوعي» و «البيولوجيا العصبية الادراكية».[35] يسرد موقع الويب الخاص به الأوراق التي تم إنشاؤها من أعماله المختبرية، مع التركيز على الارتباطات العصبية للعواقب المدركة والاهتمام البصري. يهدف العمل الحالي للمجموعة إلى تفصيل ديناميكية تُعرف باسم «الإدراك المتعدد». والظاهرة، وصفت في الجملة: «لا ينظر العروض البصرية بعض بطريقة مستقرة ولكن، من وقت لآخ، وعلى ما يبدو عفويا، يتردد مظهرهم ويستقر في شكل مختلف تماما» [36]
- يمكن العثور على مثال أخير لالتزام الجامعة بالبيولوجيا المعرفية في جامعة كومينيوس في براتيسلافا، سلوفاكيا. هناك في كلية العلوم الطبيعية، يتم تقديم مركز براتيسلافا البيولوجي ككونسورتيوم من فرق البحث العاملة في العلوم الطبية الحيوية. يسرد موقع الويب الخاص بهم مركز البيولوجيا المعرفية في قسم الكيمياء الحيوية في الجزء العلوي من الصفحة، تليها خمس مجموعات مختبر، كل في قسم منفصل للعلوم البيولوجية. تقدم صفحة الويب الخاصة بمركز علم الأحياء المعرفي [37] رابطًا إلى «أسس علم الأحياء المعرفي»، وهي صفحة تحتوي ببساطة على اقتباس من ورقة من تأليف لاديسلاف كوفاج، مؤسس الموقع. وتناقش وجهة نظره لفترة وجيزة أدناه.

## علم الأحياء الادراكي كفئة
تستخدم أيضًا كلمات «الادراكية» و «البيولوجيا» معًا كاسم للفئة. لا تحتوي فئة البيولوجيا الادراكية على محتوى ثابت، ولكن المحتوى يختلف باختلاف المستخدم. إذا كان المحتوى لا يمكن تجنيده إلا من خلال العلوم المعرفية، فستبدو البيولوجيا المعرفية مقتصرة على مجموعة مختارة من العناصر في المجموعة الرئيسية للعلوم التي يشملها المفهوم متعدد التخصصات - علم النفس المعرفي، والذكاء الاصطناعي، واللغويات، والفلسفة، وعلم الأعصاب، والأنثروبولوجيا. كانت هذه العلوم الستة المنفصلة متحالفة «لسد الفجوة بين الدماغ والعقل» بنهج متعدد التخصصات في منتصف السبعينيات.  كان العلماء المشاركون مهتمين فقط بالإدراك البشري. مع اكتساب الزخم، بدا أن نمو العلوم المعرفية في العقود اللاحقة يوفر خيمة كبيرة لمجموعة متنوعة من الباحثين. على سبيل المثال، اعتبر البعض نظرية المعرفة التطورية زميلًا للمسافر. خصص آخرون الكلمة الرئيسية، على سبيل المثال دونالد جريفين في عام 1978، عندما دعا إلى إنشاء علم الأخلاق الادراكي.
وفي الوقت نفسه، ولدت اختراقات في البيولوجيا الجزيئية والخلية والتطورية والتنموية وفرة من النظرية القائمة على البيانات ذات الصلة الإدراك. كانت المهام الفئوية إشكالية . على سبيل المثال، قرار إلحاق الإدراك المعرفي لمجموعة من البحوث البيولوجية على الخلايا العصبية، مثل علم الأحياء المعرفي لعلم الأعصاب، هو قرار منفصل عن قرار وضع مثل هذا البحث في فئة تسمى العلوم المعرفية. لا تقل الصعب أن تكون بين احتياجات قرار الحسابية والبنائية  نهج الإدراك، وقضية ما يصاحب ذلك من محاكاة ضد تتجسد  نماذج قبل المعرفية إلحاق البيولوجيا إلى هيئة البحوث المعرفي، مثل العلوم المعرفية الحياة الاصطناعية.
أحد الحلول هو النظر في علم الأحياء المعرفي فقط كمجموعة فرعية من العلوم المعرفية. على سبيل المثال، يعرض موقع الناشر الرئيسي  روابط لمواد في عشرات المجالات ذات المسعى العلمي الرئيسي. أحدها موصوف على هذا النحو: «العلم المعرفي هو دراسة كيفية عمل العقل، ومعالجة الوظائف المعرفية مثل الإدراك والحركة، والذاكرة والتعلم، والتفكير وحل المشكلات، وصنع القرار والوعي». عند اختياره من العرض، تقدم صفحة العلوم المعرفية بترتيب أبجدي تقريبًا هذه الموضوعات: علم الأحياء المعرفي، علوم الكمبيوتر ، الاقتصاد، اللغويات، علم النفس، الفلسفة، وعلم الأعصاب. مرتبطًا بهذه القائمة من الموضوعات، عند اختياره، تقدم صفحة علم الأحياء المعرفي مجموعة مختارة من المراجعات والمقالات ذات المحتوى البيولوجي بدءًا من علم الأخلاقيات المعرفية  إلى نظرية المعرفة التطورية ؛ الإدراك والفن. ايفو ديفو والعلوم المعرفية ؛ تعلم الحيوانات الجينات والإدراك. الإدراك ورفاهية الحيوان ؛ إلخ
يظهر تطبيق مختلف لفئة البيولوجيا الإدراكية في منشور عام 2009 للأوراق المقدمة في ورشة عمل متعددة التخصصات لمدة ثلاثة أيام حول «العلوم المعرفية الجديدة» التي عقدت في معهد كونراد لورنز لأبحاث التطور والإدراك في عام 2006. تم سرد الأوراق تحت أربعة عناوين ، يمثل كل منها مجالًا مختلفًا من القدرة الإدراكية المطلوبة: (1) الفضاء ، (2) الصفات والكائنات ، (3) الأرقام والاحتمالات ، و (4) الكيانات الاجتماعية. درست ورقات ورشة العمل موضوعات تتراوح بين «الحيوانات كمقاييس طبيعية» و «تعميم الألوان من قبل الطيور» من خلال «البيولوجيا التطورية ذات الاهتمام المحدود» و «المنظور المقارن حول أصل التفكير العددي» وكذلك «علم الأعصاب من الاهتمام في الرئيسيات» وعشرة آخرين مع ألقاب أقل الملونة. «[ف]ي اليوم الأخير من ورشة العمل ، وافق المشاركون [على] لقب» علم الأحياء المعرفي «بدا وكأنه مرشح محتمل لالتقاط دمج العلوم المعرفية وعلوم الحياة التي تهدف ورشة العمل إلى تمثيلها.»  وبالتالي نشر توماسي ، وآخرون. (2009)، علم الأحياء الادراكي: المنظورات التطورية والنمائية في العقل والدماغ والسلوك.
مثال أخير للاستخدام القاطع يأتي من مقدمة المؤلف لنشره 2011 حول هذا الموضوع ، علم الأحياء المعرفي: التعامل مع المعلومات من البكتيريا إلى العقول. بعد مناقشة الاختلافات بين العلوم المعرفية والبيولوجية ، وكذلك قيمة أحدها للآخر ، يستنتج المؤلف: «وهكذا، ينبغي اعتبار موضوع هذا الكتاب بمثابة محاولة لبناء مجال جديد، علم الأحياء المعرفي، التي تسعى إلى سد هذين المجالين.»  هناك منهجية مفصلة موضحة بأمثلة في علم الأحياء ترتكز على مفاهيم علم التحكم الآلي (مثل الأنظمة ذاتية التنظيم) ونظرية المعلومات الكمية (فيما يتعلق بالتغيرات الاحتمالية للدولة) مع دعوة «للنظر في نظرية النظام مع نظرية المعلومات كأدوات رسمية التي قد الأرض البيولوجيا والإدراك مثل الرياضيات التقليدية أساس الفيزياء.»